# Buensuceso
Buensuceso är en ort i Mexiko.   Den ligger i kommunen Ario och delstaten Michoacán de Ocampo, i den södra delen av landet, 270 km väster om huvudstaden Mexico City. Buensuceso ligger 1 964 meter över havet och antalet invånare är 207.
Terrängen runt Buensuceso är lite bergig. Runt Buensuceso är det ganska glesbefolkat, med 48 invånare per kvadratkilometer. Närmaste större samhälle är Ario de Rosales, 9,4 km söder om Buensuceso. I omgivningarna runt Buensuceso växer huvudsakligen savannskog.